# Linnaemya setulosa
Linnaemya setulosa är en tvåvingeart som beskrevs av Cantrell 1985. Linnaemya setulosa ingår i släktet Linnaemya och familjen parasitflugor. Inga underarter finns listade i Catalogue of Life.